# Nowa Ruda (nádraží)
Nowa Ruda (do roku 1945 Neurode)
je železniční stanice ve městě Nowa Ruda stejného názvu na jihozápadě Polska. V provozu je již od roku 1879 jako součást železniční trati Kladsko – Valbřich. V současné době se využívá především pro regionální dopravu; nicméně v 80. letech 20. století byla využívána i pro rychlíkové spoje.
Na počátku 21. století existoval zájem nádraží (spolu s tratí č. 286) uzavřít. Provoz byl přerušen v letech 2008–2009. Od ledna 2009 však osobní dopravu v Nové Rudě obnovily vlaky společnosti Koleje Dolnośląskie.